# 全光焄
全光焄（チョン・グァンフン、전광훈、1956年3月28日-）は、大韓民国（韓国）の宗教家。

## 経歴
1956年3月28日に慶尚北道の義城郡で生まれた。ソウル特別市の光云電子工業高等学校を卒業し、教育部に各種学校として認可された大韓神学校（現在の安養大学校）で神学の学士号を取得。安養大学校で牧会研究課程6ヵ月コースを修了（修士号とは無関係）。
政治的には李承晩・朴正煕を擁護する反共保守的傾向とされる。韓国キリスト教評議会の現職代表会長。今では廃れた基督愛の実践党から出馬した元大統領候補であり、基督自由党を設立した主要なメンバーの一人。
2020年のキリスト自由党大会では同年4月に行なわれる総選挙での支持を訴えた。新型コロナウィルス感染の警戒レベルが最高位に引き上げられる中、汎国民闘争本部議長として文在寅（ムン・ジェイン）大統領の退陣集会（いわゆる太極旗集会）を連日のように開催して、同年2月24日に公職選挙法違反（事前選挙運動）で拘束されたが、4月20日に「この事件と関連しているか、違法な一切の集会やデモに参加してはならない」という条件で釈放された。
2020年8月16日、自身が担任牧師を務めるサラン第一教会で集団感染が発生し（その後、自身も感染が判明）、政府とソウル市は、感染病予防法違反容疑で同氏を告発した。またソウル中央地検は、保釈条件に違反したとして、保釈の取消をソウル中央地方法院に請求した。前日の光復節には、光化門広場において、保守団体「一波万波」などが主催した現政権を糾弾する大規模集会に自身や教会関係者が多数参加していた。9月7日、ソウル中央地裁は保釈を取り消し、保釈保証金3000万ウォン（約268万円）を没収し、再びソウル拘置所に収監された。
2020年12月30日、2月の公職選挙法違反について、ソウル中央地裁は無罪判決を言い渡した。